# Tadeusz Kacik
Tadeusz Kacik [výsl. přibližně tadeuš kačik] (6. října 1946, Nowy Targ, Polsko – 17. května 1988, Katovice, Polsko) byl polský hokejový útočník, levé křídlo. 

## Hráčská kariéra

### Klubová kariéra
V polské lize hrál za Podhale Nowy Targ a Krynickie towarzystwo hokejowe (KTH) Krynica. V polské lize získal šest mistrovských titulů, nastoupil ve 390 ligových utkáních a dal 209 gólů.

### Reprezentační kariéra
Polsko reprezentoval na olympijských hrách v roce 1972 a pěti turnajích mistrovství světa v letech 1969, 1970, 1971, 1973 a 1974. Za polskou reprezentaci nastoupil v letech 1969–1974 ve 118 utkáních a dal 38 gólů.